# Cambrian Mountains
Mit Cambrian Mountains (lat.: Cambria für Wales) werden eine Reihe von Gebirgszügen in Wales bezeichnet. Sie umfassen das Gebirge von Brecon Beacons in Südwales und reichen bis Carmarthenshire, Ceredigion und der Snowdonia in den Norden des Landes. In der Walisischen Sprache heißt das Gebiet Elenydd.
Ursprünglich wurde die Bezeichnung Cambrian Mountains allgemein für das gesamte Hochland von Wales verwandt. Erst seit den 1950er Jahren wurde nur noch das geografisch homogene Gebiet des mittleren Wales von der höchsten Erhebung Pumlumon (752 m) bis zum Mynydd Mallaen als Cambrian Mountains bezeichnet. In dem Areal liegen die Quellen der Flüsse Severn und Wye.
Hier tritt, geologisch betrachtet,  das Kambrium (benannt nach Cambria) zutage.